# Giuseppe Festa
Giuseppe Festa (Trani, Bari, 1771 - Nàpols, 7 d'abril de 1839) fou un violinista i director d'orquestra italià.
Durant deu anys va estudiar el violí sota la direcció del seu pare, Vincenzo, que també era violinista i dirigia l'orquestra del Teatro del Fondo de Nàpols. Més tard va estudiar contrapunt amb F. Fenaroli i seguir estudiant violí amb F. Mercieri, F. Giardini i A. Lolli. En 1793 va debutar com a director de l'orquestra del Teatro San Carlo, que va fer pujar al cim de les orquestres europees, culminant amb l'estrena de les òperes de Rossini.
De 1825 a 1831 va dirigir la banda d'Acquaviva delle Fonti, municipi de l'àrea metropolitana de Bari.